# Español rioplatense

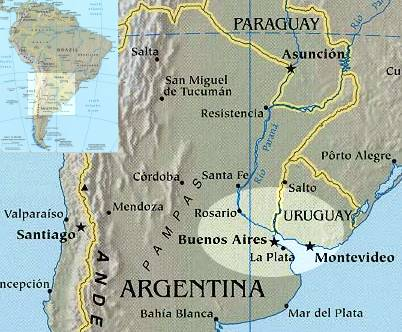
Área donde se localizan las principales urbes donde se habla el castellano rioplatense

El español rioplatense o castellano rioplatense es un dialecto del castellano hablado en Argentina y Uruguay que tiene dos variantes: el castellano argentino (es-AR) y el castellano uruguayo (es-UY). Su uso se extiende en la zona de la cuenca del Río de la Plata y la Patagonia argentina; por consiguiente, en una extensa zona de Argentina, la totalidad de Uruguay y regiones aledañas. Los focos poblacionales más importantes de la región son Buenos Aires y su área metropolitana (donde actualmente se incluye La Plata), Montevideo, Rosario, Mar del Plata, Santa Fe-Paraná, Bahía Blanca y Neuquén.
Esta variante idiomática extiende su influencia cultural a zonas geográficamente distantes, sobre todo a través de los medios audiovisuales, en los que es el lecto estándar para Argentina y Uruguay. En las regiones que muestran lazos estrechos de comunicación con otros países —como las fronteras con el suroeste (occidente) de Bolivia, Paraguay o Brasil—, en que las influencias de otros idiomas, como el quichua, el guaraní y el portugués —por ejemplo en el caso del norte de Uruguay— son notables, ha llegado a fusionarse con estos, creando distintas variantes. No obstante, en los sitios con una población relativamente estable desde antes de las oleadas migratorias de los siglos XIX y XX, es la forma más extendida del castellano en la región.

## Rasgos distintivos
Sus rasgos distintivos son:
- Extensión internacional: Es hablado en Argentina y Uruguay en la zona del Río de la Plata.
- Diversidad de variantes: Por ser los dos países una zona muy extensa, en lo demográfico y geográfico, dentro de este dialecto se desarrollan, en ambos países, variantes que poseen diferencias menores o complejas y que, por lo general, afectan a provincias o regiones enteras.
- Zonas de fusiones: En ambos países se da una especie de fusión con los dialectos de estados vecinos (Bolivia, Brasil, Chile y Paraguay); de esa mezcla surgen variantes que parecen puntos medios o de transición.
- El voseo: el uso de formas especiales para la segunda persona del singular, que altera especialmente la conjugación en presente. Es el fenómeno más característico del castellano rioplatense, en términos de distinción con los demás dialectos.[4] También presenta variaciones: se da un voseo plenamente voseante ("vos tenés"), un voseo pronominal ("vos tienes") y otro verbal ("tú tenés"). El primer caso es el más famoso y difundido, el segundo es un caso raro que se da en las regiones de Cuyo y del Noroeste —notablemente en la provincia de Santiago del Estero—, donde su vinculación con los países limítrofes y su pasado español es responsable, y el tercero afecta a una parte de Uruguay.
- Forma particular de yeísmo: llamado yeísmo rehilado, definido como pronunciación de la elle como ye, más una vibración en el punto de articulación que le suma sonoridad. Lo que es la asimilación de la consonante lateral palatal aproximante ll ([ʎ]) y la palatal aproximante y ([j]), que normalmente se realizan en una fricativa postalveolar, [ʒ] o [ʃ]. (Ver abajo, sección 2.1, "Yeísmo")
- Modos verbales: la preferencia por el futuro perifrástico (voy a ir) sobre el futuro imperfecto (iré), la elección de un pasado simple (dije, decía) frente a pasados compuestos (hube dicho, he dicho) y los imperativos voseantes ("vení" en vez de "ven", o "hacelo" en vez de "hazlo"). Los ejemplos primero y último son generales a los dos países, mientras que el segundo se alterna, como en la provincia de Córdoba o se impone a las formas simples como es el caso del Noroeste.
- Pronunciaciones peculiares compartidas: La aspiración de la sibilante ([s]) medial. Este rasgo es común con muchos otros dialectos del idioma castellano, con variantes particulares en cada área. También en las regiones de Cuyo y del Noroeste está presente la erre asibilada [ʐ] (escrita ‹r› en posición inicial, ‹rr› entre vocales), que en la emisión se percibe como una suerte de silbido.
- Patrón de entonación fuertemente rítmico: particularmente marcado en Buenos Aires, gracias a la frecuente elisión de vocales en los diptongos.
- Rasgos adquiridos por influencia: las corrientes inmigratorias que arribaron a Argentina y Uruguay, compuestas especialmente por personas venidas de Italia, distintas zonas de España (Andalucía, Canarias, Cataluña, Galicia y País Vasco) y de países limítrofes, posibilitan la conformación particular del léxico único y no homogéneo. A todo esto debemos sumarle las distintas entonaciones de cada región de los dos países, es decir los famosos "cantitos", originadas en la mezcla del sustrato indígena, inmigrante con la pronunciación local. Particularmente fuerte es la influencia del italiano y sus dialectos en la «tonada» de Buenos Aires, Rosario, Santa Fe (capital.) y Montevideo.[5] Son numerosos los italianismos,[6][7] es decir palabras derivadas del italiano o de las lenguas habladas en la península itálica, entre otros: festichola (de festicciola, diminutivo de festa, fiesta), fiaca (de fiacca, flaqueza, desgano, pereza e incluso fastidio), laburo (de lavoro, trabajo), manyar (de mangiare, comer, que en lunfardo adquirió el significado de "entender"), mufa (mala suerte, en italiano muffa, moho) y pibe (de pivetto, muchacho, aprendiz[8] en genovés).

## Fonología

### Yeísmo
Como el castellano en general, el castellano rioplatense es rico en alófonos. El más distintivo de los mismos, típico del grupo de dialectos del centro de Sudamérica, es, sin duda, el yeísmo; al igual que en la mayoría de las zonas del castellano peninsular y otros dialectos americanos, el castellano rioplatense perdió la distinción entre la antigua consonante lateral palatal aproximante representada por la grafía ‹ll› y la antigua consonante palatal aproximante representada por la grafía ‹y›.
Sin embargo, mientras en la península ibérica ambas se realizan normalmente como una semiconsonante [j] o su alófono [ʝ], en el Río de la Plata se desplazaron a una pronunciación postalveolar. Antiguamente, la pronunciación era predominantemente sonora (llamada "zheísmo"), [ʒ] o [dʒ], similar a la representada por la grafía j en francés y portugués; no obstante, desde el último cuarto del siglo XX se nota una marcada tendencia, arraigada en la población más joven, muy particularmente en Buenos Aires, Montevideo y Rosario, a preferir la sorda [ʃ] (llamada "sheísmo"), similar a la representada por la grafía ‹sh› en inglés.
Es importante aclarar que en áreas en que el rioplatense coexiste con otras variedades, tal como sucede en algunas partes del noreste de la Argentina, especialmente en la región guaranítica, la población diferencia entre la ll palatal lateral y la y. Esta misma distinción se da en zonas del noroeste argentino, como la provincia de Jujuy, en que también se habla castellano andino.
Por último, a pesar de ser un fenómeno extendido no es uniforme: en zonas que rodean Buenos Aires y Uruguay, el sonido del yeísmo se ejecuta en forma más extendida como «sh» del inglés, como ejemplo la palabra «yoga» es pronunciada como «shoga». Mientras que otras variantes del dialecto efectúan una pronunciación que suele ser similar a «s» suave  correspondiente al "zheísmo", que usa el sonido [ʒ] o [dʒ], similar a la representada por la grafía j en francés y portugués.[cita requerida]

### Seseo
Como en la mayoría de las variedades del castellano fuera del centro y norte de la península ibérica, la rioplatense sesea, es decir, no desarrolló la consonante fricativa interdental sorda /θ/ que, en la mayor parte de España, es el valor de la grafía ‹c› o ‹z› y permite diferenciarla de /s/, escrita ‹s›.
Esto provoca numerosos casos de homonimia  que no existen en el castellano peninsular y ha inducido por lo tanto a modificaciones en el vocabulario.

### Otros cambios
La /s/, por su parte, aunque se considera nominalmente una consonante fricativa alveolar sorda [s] —de tipo dental, y no ápico-alveolar como en el norte de España— es extremadamente lábil en su segmentación, y tiende a asimilarse a los fonemas adyacentes. No es infrecuente que se aspire al final de la sílaba, sustituyéndose por una consonante fricativa glotal sorda [h] o aún una vocal sorda; así, ‹casco› se pronunciaría [kahko]. Alternativamente, al final de la palabra puede enlazarse con la vocal inicial de la palabra siguiente (Las Heras [la'seras]), una pronunciación considerada a veces más culta. La elisión total de la /s/ frente a vocal o final es más rara, y está limitada al habla más popular. La frecuencia de la aparición del fenómeno de la aspiración y su intensidad varía de acuerdo a las distintas zonas geográficas donde la variedad rioplatense es hablada, siendo más común y marcado en pequeñas localidades y áreas rurales, y menos común en las grandes urbes de la región (Buenos Aires y Montevideo). 
Del mismo modo, otras fricativas y la consonante vibrante alveolar /ɾ/ pueden elidirse o aspirarse también en final de palabra, acentuando el ritmo de alternancias entre consonantes y vocales.
- El fonema /x/ (escrito como ⟨g⟩ antes de ⟨e⟩ o ⟨i⟩, y como ⟨j⟩ en otros lugares) nunca se glotaliza a [h] en la costa atlántica. Ese fenómeno es común a otros dialectos de las tierras bajas del castellano americano, pero no se da en el castellano rioplatense. Los hablantes del castellano rioplatense siempre lo realizan como [x].
- En algunas áreas, los hablantes tienden a eliminar el sonido /r/ final en los infinitivos verbales y la /s/ final en la mayor parte de las palabras. Esta elisión se considera una característica poco culta en algunos lugares, pero está muy extendida en otros, al menos en el habla rápida.
- Muchos hablantes fusionan / ɲ / en / nj /, lo que hace que huraño que es similar en definición a "insociable" y uranio "uranio" se pronuncian igual.
- [v] es un alófono relativamente común de /b/. Algunos hablantes lo emplean para hacer énfasis, especialmente cuando pronuncian palabras escritas con ⟨v⟩.
- [n] se realiza alveolar y no velar como en otras variedades de las tierras bajas.

- La eliminación de las vocales en los diptongos produce una entonación mucho más pronunciada y rítmica.

- La aspiración de /s/, junto con la pérdida de /r/ final produce una notable simplificación de la estructura de la sílaba, lo que le da al habla informal rioplatense un ritmo fluido y distintivo de consonante-vocal-consonante-vocal:

Si querés irte, andate. Yo no te voy a parar.
"Si quieres ir, entonces ve. No voy a detenerte".
[si keˈɾe ˈite ãnˈdate | ˈʃo no te ˈβoj a paˈɾa]

## Entonación
El castellano rioplatense presenta patrones tónicos que lo distinguen netamente de cualquier otra variedad del idioma; estudios de la primera mitad del siglo XX indican que el cambio se produjo paulatinamente a lo largo de esos años, reemplazando la curva tónica típica de las variedades meridionales del castellano peninsular —en la que el punto más alto de la curva sigue inmediatamente a la sílaba acentuada— por una en que ambos elementos coinciden.
La variación podría deberse a una asimilación de patrones tónicos del italiano y de otras lenguas como el gallego y el portugués.
Según una investigación dirigida por Consejo Nacional de Investigaciones Científicas y Técnicas, Conicet, publicada en Bilingualism: Language and Cognition, la entonación del rioplatense, sobre todo en Buenos Aires, es una derivación del acento napolitano. Según dicha investigación, la presente entonación de tipo napolitano se impuso en el trascurso del siglo XX; anteriormente, el porteño tenía más semejanzas con el andaluz mientras que el castellano uruguayo tenía más semejanzas con el dialecto canario.

## Léxico

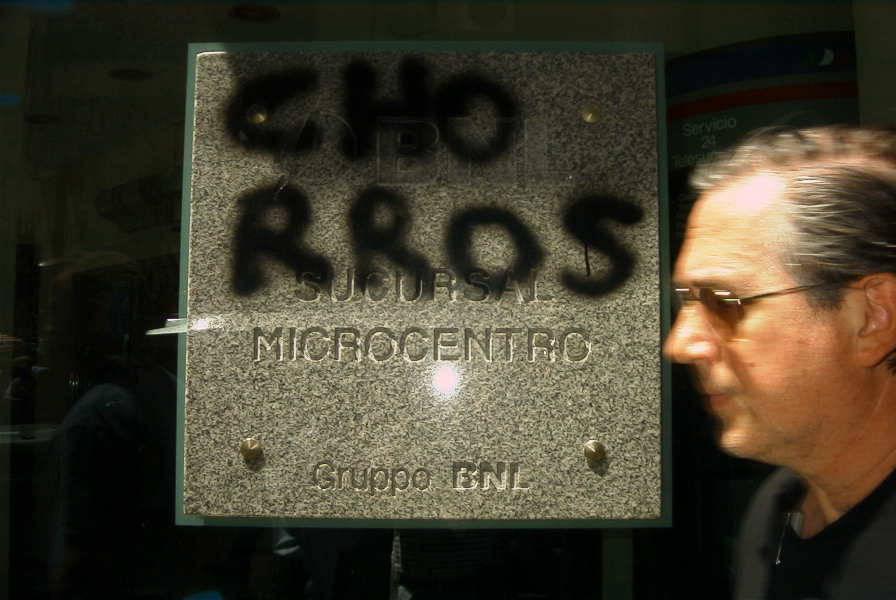
Pintada «chorros» (en lunfardo: ‘ladrones’) en una sucursal de la BNL en Buenos Aires. La palabra chorro lunfarda deriva de la caló choro, cuyo significado es precisamente ‘ladrón’. Esto se explica con el importante influjo —ya desde la Conquista castellanoa— andaluz. En partes de Argentina, por ejemplo: en gran parte de la provincia argentina de Córdoba se dice justamente «choro», mientras que en otras partes del país, como la Ciudad Autónoma de Buenos Aires, la misma palabra con el mismo significado se escribe con el significante chorro.

El léxico del castellano rioplatense es enriquecido con:
- Italianismos (a causa de la masiva inmigración de italianos). Por ejemplo: laburo (de la palabra italiana lavoro = 'trabajo'), manyar (de la palabra italiana mangiare: 'comer' y en lunfardo, translaticiamente, 'entender', 'asimilar un conocimiento').
- Préstamos de lenguas nativas.
- Préstamos de dialectos e idiomas de países limítrofes especialmente del portugués brasileño.
- Incorporaciones de otras lenguas, especialmente europeas, entre ellas francés e inglés.

Además, el lunfardo, argot nacido del dialecto, aporta gran cantidad de componentes al léxico del mismo.

## Morfología

### Voseo
El castellano rioplatense es excepcional en el uso del pronombre «vos» y sus conjugaciones como forma aceptada en la lengua hablada y escrita para la segunda persona singular. El mismo tipo de voseo se utiliza en Costa Rica, Nicaragua y el resto de América Central pero no goza del mismo prestigio en su forma escrita. Otros dialectos que vosean, como el de Chile, Colombia y Venezuela, normalmente lo restringen al habla familiar o solo al lenguaje oral. El fenómeno lleva también aparejadas modificaciones en la conjugación de los verbos, que presentan variantes regionales y estratificación social.
El voseo emplea formas verbales derivadas del tratamiento formal de segunda persona singular del castellano del siglo XVI, derivadas a su vez de las formas latinas de segunda persona plural. La tabla adjunta muestra las diferencias con la forma internacional.
La forma usted se conserva sin cambios; al igual que en la península ibérica, y a diferencia de otros dialectos hispanoamericanos, tiene valor de respeto, y es sumamente inusual entre hablantes que se conocen, en contextos informales y entre familiares. Por el contrario, el plural ustedes sustituye a vosotros en todos los casos, perdiéndose la distinción entre formas familiares y de respeto.
Aunque la conjugación del verbo para el pronombre vos parece variar solo en la acentuación respecto de la forma estándar (mostrando el patrón tú amas → vos amás, tú comes → vos comés), en realidad procede de formas medievales (vos amades, vos comedes), en la que no se produce el diptongo que dio lugar a las formas de segunda persona plural en el castellano peninsular contemporáneo. En los verbos en que la raíz muestra alternancias vocálicas con la conjugación, esta diferencia no se conserva en la forma de vos, que mantiene la vocal del infinitivo (por ejemplo, tú mientes, pero vos mentís).
En los otros modos, la diferencia es similar. 

El imperativo es similar al de segunda persona plural, pero pierde la -d final (hablad → hablá).
Por otro lado, para el modo subjuntivo, existe variación social en el castellano rioplatense. La forma considerada estándar y empleada en los medios escritos y por las capas medias y altas de la sociedad, es idéntica y exacta a la que se emplea para el pronombre tú (ejemplos: "quiero que vos traigas el pan", "hacé lo que vos quieras"); sin embargo, principalmente en los estratos sociales más bajos y de menor instrucción, pero no únicamente en ellos, también se usan las formas voseantes (hablés, comás, perdás, partás, digás, durmás, etc.).
En los dialectos voseantes fuera del rioplatense el uso de la conjugación de vos en el subjuntivo no tiene normalmente ninguna connotación social inferior.

#### El voseo en conjugaciones verbales
El voseo provoca muchas modificaciones respecto del tuteo en los distintos tiempos verbales, siendo los tiempos más afectados: el presente y el imperativo.
- Voseo pronominal consiste en el uso de vos como pronombre de segunda persona del singular en lugar de tú y de ti. Vos se emplea como sujeto: "Puede que vos tengás razón" (Herrera Casa [Ven. 1985]); como vocativo: "¿Por qué la tenés contra Álvaro Arzú, vos?" (Prensa [Guat.] 3.4.97); como término de preposición: "Cada vez que sale con vos, se enferma" (Penerini Aventura [Arg. 1999]); y como término de comparación: "Es por lo menos tan actor como vos" (Cuzzani Cortés [Arg. 1988]). Sin embargo, para el pronombre átono (el que se usa con los verbos pronominales y en los complementos sin preposición) y para el posesivo, se emplean las formas de tuteo te y tu, tuyo, respectivamente: "Vos te acostaste con el tuerto" (Gené Ulf [Arg. 1988]).

- Voseo verbal: consiste en el uso de las desinencias verbales propias de la segunda persona del plural, más o menos modificadas, para las formas conjugadas de la segunda persona del singular: vos vivís, vos comés. El paradigma verbal voseante se caracteriza por su complejidad, pues, por un lado, afecta en distinta medida a cada tiempo verbal y, por otro, las desinencias varían en función de factores geográficos y sociales, y no todas las formas están aceptadas en la norma culta.

- - Voseo verbal en los tiempos de presente: suele darse acentuación a la última sílaba, de este modo tú comes, es vos comés. Este cambio se explica con la evolución de la antaña conjugación del castellano antiguo que usaba el vos para el plural de la segunda persona haciendo vos coméis. Luego la usaría para expresar un trato respetuoso, como segunda persona singular formal, pero después en el uso del pueblo de muchas áreas tomó valor de segunda persona singular informal, reemplazando al tuteo, con la pérdida de la i.
  - Voseo verbal en los tiempos de pasado: el voseo rioplatense no suele afectar a las formas del pretérito imperfecto de indicativo o copretérito (cantabas, bebías) ni a las del pretérito imperfecto o pretérito de subjuntivo (amaras o amases, tuvieras o tuvieses). Para el pretérito perfecto simple se solía emplear la segunda persona del plural sin diptongar (volvistes). También se da la pérdida de la primera -s- de la terminación, conservando la -s final: volates, perdites, servites, en lugar de volaste, perdiste, serviste. Pese a ser esta la forma etimológica (lat. volvistis, castellano clásico volvistes), aún en regiones plenamente voseantes se prefiere en este tiempo el uso de la forma de segunda persona del singular (volviste), debido a las connotaciones vulgares que tienen las formas singulares del pretérito con -s (tú vinistes). Sin embargo suele aparecer la s final en algunos hablantes, considerados arcaicos y vulgares.
  - Voseo verbal en futuros: el futuro no es afectado por el voseo.
  - Voseo verbal en el condicional: tampoco es afectado el condicional o pospretérito (soñarías, escribirías).
  - Voseo verbal en el imperativo: las formas voseantes de imperativo se crearon a partir de la segunda persona del plural, con pérdida de la -d final: tomá (< tomad), poné (< poned), escribí (< escribid). Los imperativos voseantes carecen de las irregularidades propias del imperativo de segunda persona del singular de las áreas tuteantes. Así, frente a los irregulares di, sal, ven, ten, haz, pon, mide, juega, quiere, oye, etc., se usan decí, salí, vení, tené, hacé, poné, medí, jugá, queré, oí, etc. Estas formas verbales llevan tilde por tratarse de palabras agudas terminadas en vocal; cuando las formas voseantes del imperativo van acompañadas de algún pronombre enclítico, siguen también las normas generales de acentuación (→ Tilde 2, 4.3): "Compenetrate en Beethoven, imaginátelo. Imaginate su melena" (Rovner Concierto [Arg. 1981]). Cabe añadir que en castellano rioplatense los verbos "ver" e "ir" son defectivos y no se usa la forma de imperativo "ve", sustituyéndose con las formas correspondientes de los verbos "mirar" y "andar", es decir, "mirá" y "andá".

#### Características del voseo

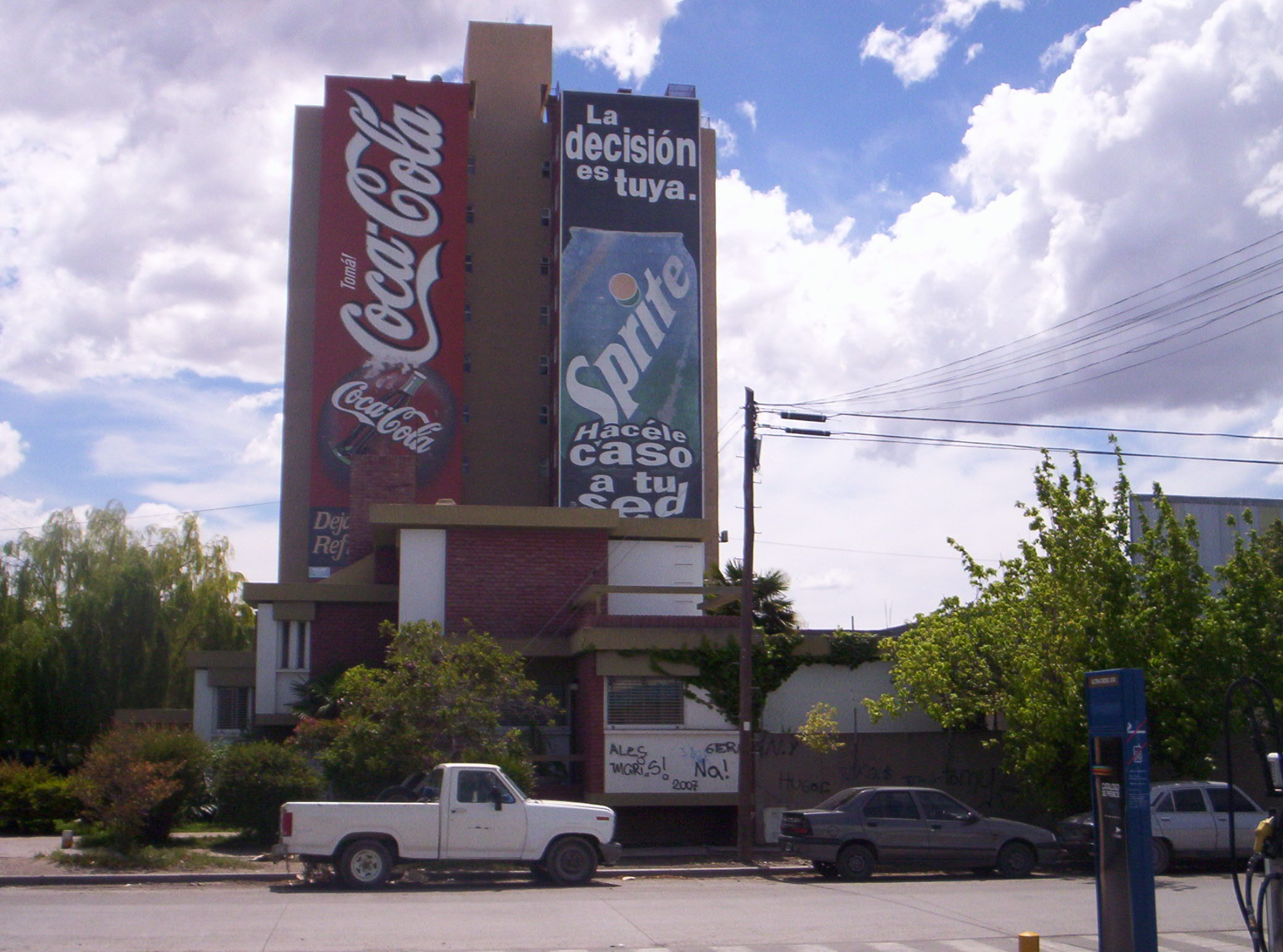
«Hacele caso a tu sed» Eslogan publicitario voseante en imperativo en un edificio la ciudad de Trelew

El área del dialecto es enorme y es imposible una homogeneidad; sin embargo, las variantes del rioplatense, desarrollan las siguientes particularidades:
- Modalidades de voseo exclusivamente verbal: es un fenómeno típico de ciertas zonas de Uruguay, como el departamento de Rocha. El sujeto de las formas verbales voseantes es tú: "No, tú no podés haberte ido con ellos" (Plaza Cerrazón [Ur. 1980]).
- Modalidades de voseo exclusivamente pronominal: de modo similar, pero en regiones que antiguamente no formaron parte de la gobernación de Buenos Aires, como en el caso de Cuyo (gobernación de Chile) y en menor parte el Noroeste de Argentina (virreinato del Perú). La novedad consiste en que vos es el sujeto de un verbo conjugado con las formas del tuteo: "Vos tienes la culpa para hacerte tratar mal". Este modo de voseo se da hoy en día en las clases más ancianas y nunca en las más jóvenes, pudiendo perderse en el futuro, salvo en las ciudades de Santiago del Estero, La Banda y otras zonas de la Provincia de Santiago del Estero, Argentina, en donde el voseo pronominal es el habitual sin distinción de edades ni de clases.
- Modalidades plenamente voseantes: Se da en casi todo Uruguay, Paraguay y Argentina. El sujeto vos va acompañado de formas verbales de voseo: "Vos no podés entregarles los papeles antes de setenta y dos horas" (Martínez Vuelo [Arg. 2002]). Existiendo el uso exclusivo de vos en lo verbal y pronominal.

#### Un voseo ampliamente culto
El dialecto rioplatense, el castellano costarricense, el castellano nicaragüense, el castellano chapaco, el castellano camba y el castellano paraguayo son los únicos en los que el voseo forma parte de la norma culta. Es decir que Argentina, Paraguay, Uruguay, Sur de Bolivia, Costa Rica y Nicaragua son las únicas zonas que excluyeron el tú del paradigma casi por completo. El voseo como parte de la norma culta se impuso para marcar la personalidad nacional dentro del grupo de hispanohablantes en la época de la evolución del pensamiento separatista en América, en el siglo XIX. Así mismo, en la misma época la literatura y la poesía gauchescas llegaron a tener gran popularidad. El gaucho fue presentado como símbolo de la argentinidad, debido a que la literatura gauchesca se basaba en el habla de la población rural y evitaba las normas clásicas del castellano. La lengua gauchesca fue considerada el idioma nacional y argentino. La gran diferencia de Argentina con otros países voseantes es el uso del voseo en la literatura y en el lenguaje culto sin reparo alguno. En Centroamérica, así como en otras zonas de América del Sur, el voseo contiende con el "ustedeo", es decir, el empleo del usted para las situaciones de confianza: por ejemplo, en Costa Rica, donde el voseo está ampliamente extendido, los niños en la escuela son educados a tratarse entre sí de usted para evitar su uso hacia los mayores, y el voseo se utiliza en un contexto informal y de confianza entre personas cercanas al locutor. En ciertas regiones de Argentina, como Cuyo, es mal visto que los jóvenes y adultos traten de vos a los ancianos y también de modo gracioso se suele tratar de usted a mascotas.
La Academia Argentina de Letras aceptó el uso del vos como legítimo en 1982 debido a la extensión del uso y a que también autores de prestigio usan el voseo en sus obras: «Vos creés que estás en esta pieza pero no estás», Rayuela (1963) de Julio Cortázar.

### Flexión temporal
Se observan variantes propias del dialecto en flexiones temporales de pasado y futuro. Lo cual no supone una desaparición de estas, sino un reemplazo por otras formas que intentan expresar lo mismo. Esta desaparición u omisión no es un vulgarismo, sino una evolución dialectal. En algunos casos es comparable a la propia evolución del castellano, ya que este idioma también sustituyó los tiempos verbales del latín como pasado de modo parcial y futuro de modo total, suplantándolo por el actual futuro perfecto que si se observa detalladamente es un futuro fusionado resultado de una antigua forma compuesta. Con lo dicho, no es de extrañar que el rioplatense realice lo mismo, en este caso con el futuro perfecto del castellano.

#### Pasados
Las formas perifrásticas de pasado —el pretérito perfecto compuesto y el pretérito anterior, aunque no el pluscuamperfecto— son muy raros en gran parte del castellano rioplatense, aunque aparecen de vez en cuando en el uso escrito, cultismos y predominan en el norte de Argentina. Se sustituyen normalmente por pretérito perfecto simple y pretérito imperfecto, que por consiguiente no distingue entre el perfectivo ("Juan no vino") y el imperfectivo ("Juan no venía"; por ejemplo un hablante de castellano rioplatense dirá en general "Juan todavía no vino" (o algo similar). Mientras para el segundo caso con el pasado en pretérito imperfecto, el rioplatense da un nuevo uso en total reemplazo del pretérito perfecto compuesto, empleándose el pretérito imperfecto en este dialecto también como un pasado relativamente reciente. Por ejemplo, hablantes de otros dialectos se expresarían así:"he estado jugando con Nico hasta hace poco"' o bien "estaba jugando con Nico hasta hace poco", mientras que uno del rioplatense podría decir: "recién estaba jugando con Nico" o, si quisiera aludir a un tiempo más prolongado, "estuve jugando con Nico (toda la tarde)". Esta evolución y reemplazo es totalmente común en toda el área del dialecto, excepto en casi todas las zonas de fusión del norte del país.
El uso, según Vidal de Battini (1966, 189), en este caso de distintas formas de pasado (canté/he cantado) es variado por ser de gran extensión (Uruguay y Argentina) y aparecen zonas claramente diferenciadas: por un lado, el norte del país donde es dominante la alternancia (Noroeste y en menor forma Cuyo), por otra parte, Buenos Aires, el Litoral (Santa Fe y Entre Ríos) y Patagonia Argentina. Finalmente, también existe alternancia de las formas en las regiones Centro y Noreste. En conclusión es Donni de Miranda quien, al trazar los aspectos generales del castellano hablado en la Argentina y, más tarde, al proponer los rasgos de unidad y diferenciación dialectal de su sistema verbal (1992), señala igualmente que, excepto en zonas norteñas del país, el perfecto compuesto perdió en la lengua hablada su sentido de conexión con el presente y se prefiere el pretérito simple en casi todo tipo de contexto. Y añade que el perfecto compuesto tiene algo más frecuencia en el nivel culto formal.
La pérdida del pasado compuesto fue analizada por Hugo Kubarth (1992) quien, tras una investigación llevada a cabo sobre encuestas de 30 minutos a 100 porteños de tres niveles socioculturales y tres grupos de edad, señala que está vivo en Buenos Aires, si bien el índice de su frecuencia de uso, en relación con la forma simple es de un 13% frente al 20% de México (Moreno) y el 58% de España (Criado de Val). A partir de la descripción de sus resultados, se puede concluir que en Buenos Aires la forma compuesta no funciona como forma de anterioridad inmediata a la enunciación o antepresente, y tampoco se emplea en momentos culminantes o emotivos de la narración, sin embargo sí se emplea como forma resultativa con relevancia del presente. Lo que parece más llamativo de sus conclusiones es que Buenos Aires puede haber desarrollado un modelo particular respecto a otras hablas americanas: «La tendencia a eliminar el pretérito compuesto en Buenos Aires parece lo suficientemente pronunciada para hablar de un desarrollo local particular» (p. 565). Parece ser que en los sociolectos altos y en generaciones de edad avanzada, la forma compuesta es considerada de prestigio. En todo caso, las generaciones jóvenes, sin especificación de sociolecto, emplean menos la forma compuesta, si se lleva a los años actuales el trabajo del experto se descubriría que en la juventud el uso de la forma compuesta es prácticamente nulo y es de uso muy culto en edades avanzas, por lo que su utilización quedaría aún más relegada en los próximos años.

#### Futuro
Para el futuro, por el contrario, generalmente la forma conjugada simple fue relegada por futuro perifrástico. El reemplazo se vale de la perífrasis, muy común tanto en España como en Hispanoamérica, realizada con el verbo modal ir más el infinitivo del verbo (así, comeré se convierte en voy a comer; del mismo modo, iré se convierte en voy a ir,  etc.)
El uso del futuro con valor predictivo sin embargo sí se mantiene muy vigente: "¿Qué hora será?", "¿Habrán ganado el partido?" De todas formas, en los últimos tiempos apareció la práctica de usar también las formas del condicional: "¿Qué hora sería?"
Todos los usos del futuro son impropios en el sentido de que no corresponden a su significado natural ("denotar algo posterior al momento en que se habla"). Así, la pregunta "¿Venderé la casa?" manifiesta la duda o la vacilación de quien la fórmula. En cambio, lo que positivamente ha de ocurrir se expresa mediante la perífrasis: Mañana voy a vender la casa (o, más enfáticamente: "Mañana voy y vendo la casa"). La expresión tendré fiebre, pero me siento mejor indica que se admite la verdad de lo primero sin perjuicio de lo segundo. La pregunta ¿Lo habrá asesinado Fulano? plantea la posibilidad de que el homicidio haya sido cometido por Fulano, con un matiz de sorpresa o extrañeza.

#### Condicional
De igual modo actualmente se da una tendencia a reemplazar el condicional por otra forma compuesta de pretérito imperfecto del verbo ir más el verbo en infinitivo. De este modo un hablante del dialecto en vez de expresarse de la forma común:si hubiera jugado, habría ganado prefiere: si jugaba iba a ganar o si jugaba ganaba. De todos modos este reemplazo no es de ninguna manera absoluto y aún no llega a sustituir a la forma condicional del todo.

### Queísmo
El rioplatense es de marcada tendencia queísta, al igual que en las Antillas, Chile, El Salvador, Perú, Venezuela y España.
El queísmo consiste en la omisión de la preposición de antes de la conjunción que.
Castellano literario: Tengo miedo de que no haya lugar en el hotel.
Rioplatense: Tengo miedo que no haya lugar en el hotel.
Al reemplazar el complemento por un pronombre demostrativo (eso, esto, aquello) queda en evidencia la falta de la preposición: tengo miedo de eso → tengo miedo eso.
También puede darse el caso contrario, el dequeísmo, tendencia a agregar la preposición de cuando no corresponda. Sin embargo, ninguna de ellas son formas normativas del dialecto, aunque es común su uso entre los hablantes.

### Duplicación del objeto directo
En rioplatense el objeto directo puede aparecer acompañado de los pronombres personales átonos correspondientes (lo, la, los, las) en casos que en otras variantes no se admiten, como en "Lo vimos a Carlos." o "¿Te la encontraste a Marcela?". Sin embargo, no todos los practicantes del dialecto usan esta forma.

## Extensión total del dialecto y variantes
El uso del español rioplatense se extiende en la zona de la cuenca del Río de la Plata; por consiguiente, en una extensa zona de Argentina y la mayoría del territorio de Uruguay. Aquello lo convierte en un dialecto internacional, llegando así a tener gran importancia y trascendencia entre los distintos dialectos del castellano.

### En Argentina

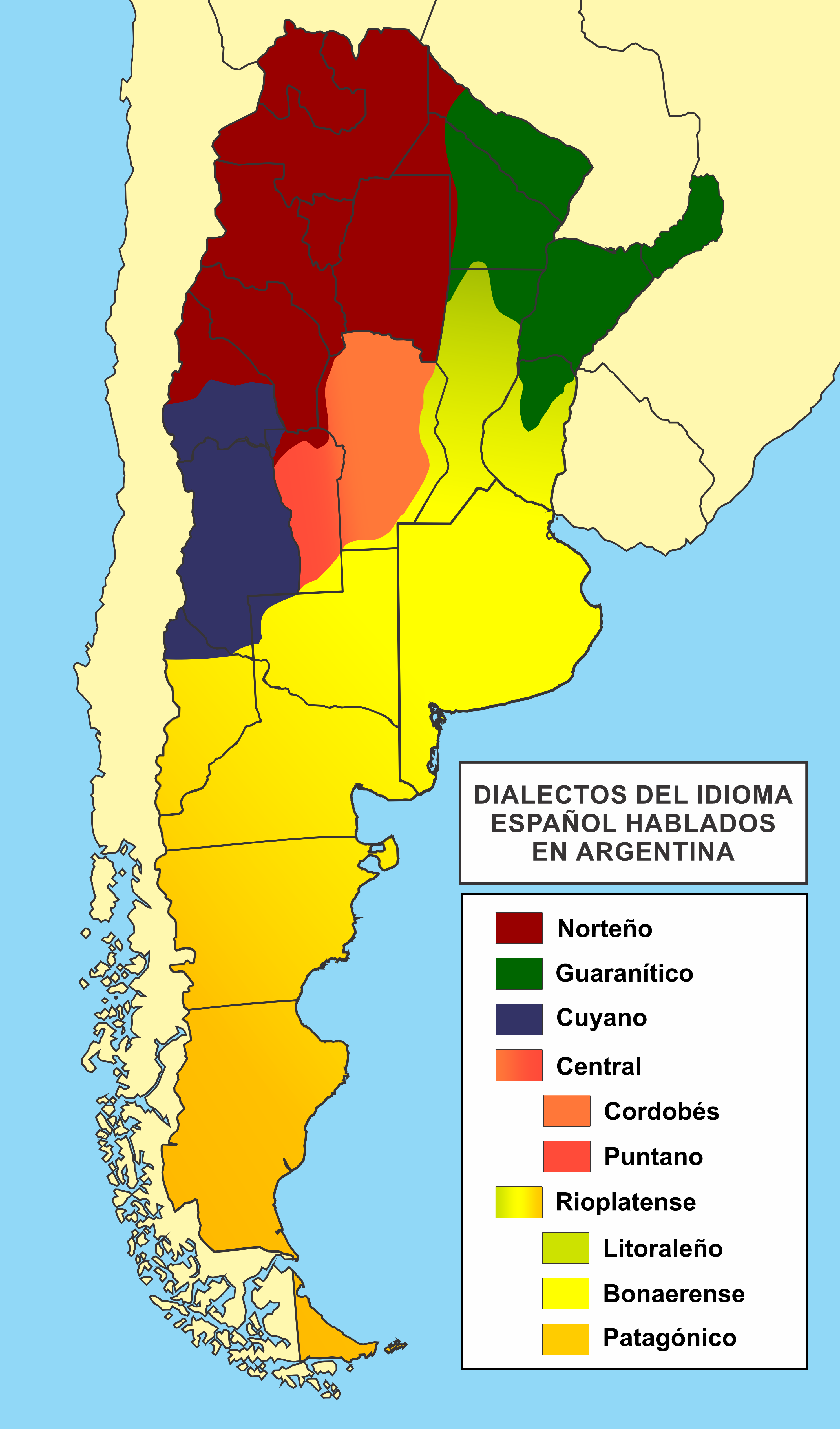
Variantes del idioma castellano habladas en Argentina según Berta Elena Vidal de Battini.

El área geográfica en que se habla estrictamente rioplatense abarca mucho más de la mitad de la población de Argentina; hecho que lo instala en notable ventaja frente a los demás dialectos argentinos, sumada a la centralización de las emisiones de radio y televisión en Buenos Aires y su área metropolitana, donde los estándares de pronunciación requeridos por dichas emisoras se ajustan al estándar porteño, junto con la política oficial de formación profesional de los locutores que hace que practiquen y obtengan el título con una pronunciación similar a la de la ciudad, aunque no necesariamente igual debido a que trata de ser más culta y neutra, mostrando ausencia de lunfardos porteños, tonos exagerados y contando con variantes propias del profesional, como el uso de otros tiempos, vocablos dialectales propios, etc.
En cuanto a las demás regiones y provincias no aludidas, en ellas se hablan otros dialectos del castellano, como el cuyano (Mendoza y San Juan), noroestino (Catamarca y La Rioja), norteño (Jujuy, Salta y Tucumán), norestino (Chaco, Corrientes, Formosa y Misiones) y santiagueño (Santiago del Estero). Con respecto al castellano hablado en Córdoba, San Luis y el sur de Catamarca, son variedades norteñas del castellano rioplatense aunque con diferencias en entonación y pronunciación, por ejemplo no se usa el yeísmo rehilado (sh) sino que la y (delante de vocal) y la ll son pronunciadas como en Cuyo, Chile o México, además de tener un acento o cantito conocido en todo el país. Con respecto al castellano patagónico, no tiene grandes diferencias con el rioplatense y es una variedad meridional de este. 

#### Porteña-metropolitana (Ciudad Autónoma de Buenos Aires y su área metropolitana)
El castellano rioplatense se extiende por la Ciudad de Buenos Aires y en toda la región pampeana argentina. Aun así, el habla del porteño (no confundir con bonaerense) es propia de la mencionada ciudad, y se observa su uso en los alrededores de Buenos Aires, en el área metropolitana de Buenos Aires. 
En la Ciudad de Buenos Aires la pronunciación tiene repetidas y marcadas variaciones rítmicas, con subidas y bajadas de tono considerablemente rítmicas y notables a simple oído. El tono suele alcanzar su pico máximo en la sílaba acentuada, la cual se alarga y cae marcadamente en la sílaba que le sigue a la acentuada, en especial si esta sílaba se encuentra al final de la palabra también. A su vez, el porteño suele tener menos pérdida de sonidos consonantes (como "-s", "-r" y "-d") al final de las palabras comparado con el bonaerense del interior. Esta tendencia se ve aún más en el habla de las clases media y alta, y es más evidente en mujeres que en hombres. La influencia del hablante nativo de Buenos Aires se extiende ampliamente en el país, debido a la importancia y antigüedad de la ciudad y sus medios de comunicación, la mayoría de alcance nacional. Esta influencia es más evidente en el área metropolitana de Buenos Aires, donde las diferencias en el habla suelen estar definidas más por variaciones diastráticas (relativas al estrato socioeconómico) que por variaciones diatópicas o regionales.

#### Bonaerense-pampeana (interior de las provincias de Buenos Aires y de La Pampa)
Fuera del área metropolitana de Buenos Aires (AMBA), en el interior de la Provincia de Buenos Aires, se comienzan a registrar ciertas variaciones fonológicas (de pronunciación) y léxicas (uso de ciertas palabras con significados diferentes). Así es que hay estudios y relevamientos del habla que han registrado ciertas variaciones diatópicas del dialecto en las distintas regiones del interior de la provincia respecto a la pronunciación media de las personas de la Ciudad de Buenos Aires y su área metropolitana en general. 
En el sur de la provincia se anticipan rasgos de la subvariedad patagónica, tanto en su pronunciación como en el uso de ciertas palabras. En Bahía Blanca y alrededores hay un uso especial de la conjunción "pero", puesta a final de la oración y no en medio de dos oraciones para denotar contraste (ej: "Ella no es tonta. Yo tampoco, pero". en lugar de "Ella no es tonta, pero yo tampoco"). También hay cierto léxico específico de la zona que bien o no existe en otras regiones del países o se usa con otro significado, como en el área metropolitana de Buenos Aires (AMBA). Existen variaciones en el plano léxico respecto a otras zonas del habla rioplatense y, aunque algunas son entendibles para habitantes de otras regiones, algunas palabras tienen un significado completamente distinto. A continuación se dará una pequeña lista de palabras que tienen un determinado uso en esta región del sur de la provincia (tomando como referencia la zona de Bahía Blanca) y entre paréntesis su equivalente en el área metropolitana de Buenos Aires (AMBA):
- Bolacero (mentiroso, exagerado, flashero)
- Borra tinta o corrector (liquid paper)
- Cara sucia (torta negra)[21]
- Celoplín (cinta scotch)
- Chuflín (gomitas para atarse el pelo)
- Colihué (sentarse con las piernas cruzadas en el suelo)
- Croquetas -de acelga, espinaca, arroz...- (torreja -no confundir con la torreja o torrija española de pan
- Cufa (persona estudiosa o “nerd”)
- Hamburguesa (paty)
- Lejía (lavandina o cloro)
- Masita (galletita)
- Pieza (habitación o cuarto)
- Separador -de una avenida- (bulevard)

En el centro y el oeste de la provincia, se suele hablar de manera algo más pausada y lenta, con menos variación rítmica, y en general con subidas y bajadas de tono más suaves que el habitante del área metropolitana de Buenos Aires (AMBA). En el plano fonológico se puede percibir una común aspiración del sonido /s/ cuando este precede a otro sonido consonante. También, hay una generalizada a veces elisión y otras veces aspiración del sonido /S/ a final de palabra, sin importar sin el sonido que le sigue es vocal o consonante, ejemplo: "aislado" se pronunciaría /aiHlado/ (siendo "H" una s aspirada), y "las uñas" se pudría escuchar pronunciar como /laH uña'/ o /la' uña'/. A su vez, en el centro y suroeste de la provincia, sin importar la clase social del hablante, en el habla cotidiana no formal (no tanto en la pronunciación aislada de las palabras) hay repetidas pérdidas de los siguientes sonidos a final de palabra: /s/, /d/ y /ɾ/. Por ejemplo: "vo" en lugar de "vos", "felicidá" por "felicidad" y "bailá" por "bailar". 
Tanto en el centro como en el oeste de la provincia hay un rasgo del habla muy generalizado, que habría sido de alguna forma heredado desde tiempos coloniales, el cual consiste en sustituir el sonido /e/ por el sonido /i/ en ciertas palabras, especialmente en verbos que escritos sus últimas letras son "EAR". En el caso de estos verbos, el cambio del sonido de /e/ a /i/ suele conllevar, aunque no siempre, una consecuente cambio de acentuación haciendo así el voseo más fidedigno al voseo original del castellano peninsular de la Edad Media. Ejemplo de lo anterior: "no me peliÉs" en lugar del más académico "no me pelÉEs", "no me saltIÉs" en vez del académico "no me saltÉE", o incluso "el perro lo empezó a lengüetIAr" en lugar de "el perro lo empezó a lengüetEAr". Aunque este última rasgo de pronunciación suele ser rechazado en ámbitos formales,  ámbitos académicos y entre las clases sociales más altas, la verdad es que es un rasgo frecuente en el habla diaria de la zona central del interior de la provincia de Buenos Aires, usado por gente de todos los estratos sociales y edades, especialmente cuando se acelera el ritmo del habla. 
A su vez, existen variaciones en el plano léxico respecto a otras zonas del habla rioplatense y, aunque algunas son entendibles para habitantes de otras regiones, algunas palabras tienen un significado completamente distinto. A continuación se dará una pequeña lista de palabras que tienen un uso determinado y frecuente en esta región del centro de la provincia (tomando como referencia la zona de Olavarría) y entre paréntesis su equivalente en el área metropolitana de Buenos Aires (AMBA):
- Asado Mar del Plata (corte americano)
- Bocadillo -de acelga, espinaca, arroz, etc- (torreja -no confundir con la torreja o torrija española de pan
- Bolacero (mentiroso, exagerado, flashero)
- Boniato -(variedad de color naranja)- (batata naranja)
- Borra tinta o corrector (liquid paper)
- Cara sucia (torta negra) -uso en receso-
- Chancherita -tipo de caña de pescar- (mojarrera)
- Chanchita (mojarrita)
- Chata (chanchita)
- Chulengo (parrilla tambor)
- Chuleta chica (bife angosto) Esto si es de vaca. En el caso de que sea de cerdo en ambos lugares se le llama "chuleta de cerdo"
- Chuleta grande/mediana (bife ancho)
- Chuletero ("tren de bife")
- Churrasquera (1-quincho -salón donde hay una "parrilla de construcción" y la gente se reúne a comer asado y/o a pasar estos de ocio- 2-"Parrilla de construcción", normalmente situada contra la pared y con chimenea)
- Cima (falda deshuesada)
- Colectivo (bondi o micro)
- Conga (chinchón, juego de naipes)
- Hamburguesa (paty)
- Honda (gomera)
- Juguito -congelado- ("Naranjú", sin importar la marca comercial)
- Masita dulce (galletita dulce)
- Masita seca (galletita de agua)
- Pieza (cuarto o habitación)
- Salado (pesado, molesto, incordioso)
- Separador -de una avenida- (boulevard)
- Mata-sapo (el delegado o quemado, juego popular)
- Motomandado (cadete, persona que trabaja haciendo mandados desplazándose en moto)
- Suprema (pechuga de pollo deshuesada cruda, la pieza que se compra en las pollerías)
- Tosca (todo piedra, especialmente la de tipo caliza).

A su vez, en Olavarría y la zona cercana, hay variaciones peculiares como:
- "EL fibra" (siempre masculino), en vez de "LA fibra" (femenino).
- "Papel crepe" (acentuado vocalmente siempre en la primera "e" y sin ninguna tilde gráfica); mientras que en otras partes de Argentina se dice "crepé" (con tilde gráfica y acento vocal en la última "e").
- "Trasca", al principio o final de una frase, con el significado de "para colmo" o "encima".

Hacia el oeste del interior bonaerense hay algunos rasgos comunes compartidos con la Provincia de La Pampa. 
En el este de la provincia, la zona costera, el habla está influenciada por rasgos del habla de Mar del Plata. En dicha ciudad se combinan rasgos propios del habla del interior bonaerense, como la frecuente caída del sonido /S/ y /R/ a final de palabra, con rasgos provenientes de la influencia provenientes del área metropolitana de Buenos Aires (AMBA), como el uso de cierto léxico proveniente de aquella zona y el no uso de ciertas palabras propias de gran parte del interior bonaerense como "churrasquera", "borra tinta" o "corrector" o "masita" en lugar de "galletita". Quizás esto tenga que ver no solo con la centralización de los medios de comunicación en la Ciudad de Buenos Aires sino también el turismo que desde el área metropolitana de Buenos Aires (AMBA) se suele hacer a Mar del Plata desde hace muchas décadas, especialmente durante la temporada estival.[cita requerida]
En el norte bonaerense, es decir al norte de río Salado, el habla cotidiana se ve influenciada en mayor o menor grado por la variedad porteña (área metropolitana de Buenos Aires (AMBA)), aunque hay pequeños rasgos del habla (especial cierto léxico) que asemeja esta subvariedad a las subvariedades santafesina y entrerriana; como por ejemplo decir "voy DE Juan" en lugar de "voy A LO DE Juan" más común en territorio bonaerense.[cita requerida]

#### Santafesina y entrerriana
El dialecto se extiende por casi toda la Provincia de Santa Fe, donde la variante se denomina santafesina,  y en la mayor parte de la provincia de Entre Ríos (exceptuando el norte provincial), mientras en el este de esta última se observan modismos similares a los del oeste del castellano uruguayo. Se basa en una pronunciación algo más suave y menos rítmica que la del porteño y del habitante del Gran Buenos Aires en general, sin embargo sí con la característica pronunciación de [ʒ] similar al sonido [ʃ]. Con respecto a la letra "s", se suele suprimir o reemplazar por una "h" al final de las palabras o antes de una consonante, rasgo compartido con la pronunciación del centro y oeste de la Provincia de Buenos Aires. La entonación se ve menos afectada por influencias de lenguas aborígenes y del dialecto paraguayo, con excepción del norte de Entre Ríos donde la pronunciación se asemeja a la correntina.

#### En la Patagonia
El dialecto rioplatense se diversifica como variante en todas las provincias de la Patagonia argentina (incluyendo La Pampa) y es conocido popularmente como variante patagónica o sureña. Este giro presenta sus focos en las aglomeraciones de Comodoro Rivadavia y de la ciudad de Neuquén, sus principales centros urbanos.
Se denotan algunas variaciones audibles en la fonología, entre las que se destaca la pronunciación de [ʒ] más relajada, no llegando a aproximarse a [ʃ], y una entonación menos rítmica. Esto y algunas características gramaticales quizás fueran producto de la influencia del castellano cuyano, y otras voces procedentes de una variedad de lenguas aborígenes de la región e inmigrantes.
En la región geográfica donde se ubica esta variante del dialecto rioplatense, y sin necesariamente ser una característica propia, llama la atención el predominante uso de la forma gentilicia «ense» —cerca del 82%— antes que «ino», «ano» u otras, por ejemplo en Puerto Deseado o Pico Truncado donde el gentilicio es deseadense y truncadense, respectivamente. Esto se repite en la mayoría de las ciudades y sus respectivos gentilicios, por ejemplo: Ushuaia, Bariloche, Esquel, Puerto Madryn, Rawson, Trelew, General Roca, etc.

### En Uruguay

Variantes del castellano rioplatense habladas en Uruguay.

En Uruguay lo habla la mayoría de la población; la variante uruguaya es muy similar a la porteña, pero tiene diferencias en entonación, fonología y léxico.
Uruguay fue un territorio disputado por los portugueses durante los años previos a la independencia (1825) y allí se dio la primera migración italiana antes que en Buenos Aires. También recibió un aporte importante de las oleadas migratorias del siglo XX, decuplicando su población. Este aporte de personas también trajo consigo el aporte de variantes lingüísticas, entre ellas venidas del italiano, el portugués y el gallego. La variante conocida como castellano uruguayo se parece, entonces, en su fisonomía al castellano de su vecina orilla.
También es notorio el avance del voseo en Uruguay, debido a que se practica el voseo verbal. Asimismo, los medios de comunicación masiva se centran en la capital uruguaya, extendiendo Montevideo su influencia a todo el país oriental y, entonces, tal y como ocurre en Buenos Aires, los estándares de pronunciación requeridos por dichas emisoras se ajustan a la pronunciación de la capital.
Ya desde las primeras obras literarias escritas en Uruguay, se puede ver la fuerte impronta del voseo y del lunfardo. La poesía gauchesca de la República Oriental del Uruguay es rica en expresiones que también se utilizan en otras partes de la «patria gaucha», en la pampa húmeda uruguaya, argentina y brasileña.

### Zonas mixtas y otros dialectos argentinos
Por ser un país muy extenso, Argentina no presenta un dialecto uniforme, lo que representa diferencias en léxico y pronunciación. En las zonas limítrofes, se aprecian rasgos compartidos con los países vecinos, hay otros dialectos en sí que no son variantes del rioplatense sino de distinto origen y evolución. Los rasgos de divergencia se presentan de acuerdo a la región o área influenciada.
Visto desde la teoría de prototipos, en la que son fundamentales los conceptos de centro y periferia, la actitud lingüística más generalizada es la de asumir la identificación entre una sola lengua y el territorio de una nación o estado. Del mismo modo, se da por cierto el hecho de que los mejores hablantes de esa lengua se localizan en un territorio determinado, especialmente los que habitan en sus núcleos más prestigiosos (área metropolitana de Buenos Aires (AMBA), Gran Rosario y área metropolitana de Montevideo). Ellos constituirían el centro de esa realidad geolingüística y todo lo que no se identificara nítidamente con ella sería la periferia (norte de Uruguay, Noroeste, Cuyo y Noreste de Argentina). Los hablantes que ocupan el centro de un sistema geo-socio-lingüístico no suelen sentir ni plantearse dudas de identidad; los que ocupan algún lugar de la periferia, sí. Cuando hablamos de sistema geo-socio-lingüístico nos referimos a una lengua o variedad identificada con un territorio bien delimitado y con unos grupos sociales bien perfilados.
Se distinguen las siguientes zonas:

#### Noroeste
Es un punto medio entre el español andino y el rioplatense que afecta a las provincias de Catamarca, Jujuy, La Rioja y Tucumán, el oeste de Salta y parte de Santiago del Estero.
Suele ocurrir que el habla en los occidentes de Jujuy y Salta –aunque se suele englobar a la provincia entera– parezca igual a los departamentos del occidente de Bolivia (La Paz, Oruro y Potosí), aunque existen diferencias notorias, así como con el rioplatense estándar. El grado de influencia es distinto en cada provincia, siendo el Gran San Miguel de Tucumán, el máximo exponente, Catamarca y La Rioja las menos afectadas. Catamarca en su extremo sur presenta un dialecto semejante al cordobés por la proximidad de esta provincia a la zona, siendo la ciudad de Recreo y las localidades aledañas las más influenciadas.
En todas las provincias se presentan rasgos fonológicos similares como la pronunciación del yeísmo «ll» e «y» generalmente como [ʝ]; se asibilan las eres, entre vocales «rr» → ʐ (sonoramente), y «r» en posición inicial → [ʐ], donde en la pronunciación culta se puede llegar a un sonido similar a [r], pero debilitado. Esto es atribuido a la impregnación de lenguas aborígenes como quechua y aimara que influencian la fonética, fonología y aportan léxico.
En lo que atañe a la entonación, es mucho más similar a la del dialecto andino que a la entonación napolitana del rioplatense estándar, a pesar de poder percibirse más fluida y rítmica gracias a su aporte.
Finalmente otro rasgo exponencial de la variable es el imperante uso del pretérito compuesto frente al pretérito simple.

#### NoresteyMesopotamia
En esta región se presenta una gran cercanía al español paraguayo. Esta variante se presenta en las provincias de Corrientes, Formosa, Misiones y gran parte de Chaco, aunque también en parte de Entre Ríos y Santa Fe. La principal urbe es el Gran Corrientes, no obstante la más poblada es el Gran Resistencia, que sin embargo ofrece elementos de la variante santafesina en la pronunciación.
Esta variante se distingue por el efecto que ejercen las lenguas indígenas de la región que afectan el léxico, proporcionado en parte por el guaraní y otros idiomas indígenas por su fonología libre de yeísmo, o sea la distinción entre ll (con sonido [ʎ]) e y (como [ʝ]); por la rr debilitada y su fonética singular, que se aproxima al castellano paraguayo. También suele aparecer el pretérito compuesto alternado con el pretérito simple.

#### Región central
Agrupa a la provincia de Córdoba, a también parte de la de San Luis y al extremo sur de Catamarca, influidas por su proximidad. El Gran Córdoba es el principal centro poblacional de esta variante y la zona de prestigio donde se practica. A diferencia de los otros dialectos, no es una transición hacia el habla de los países limítrofes, sino un dialecto que se originó y evolucionó únicamente en territorio argentino.
Una de sus características principales es su tendencia a alargar la vocal que precede a la sílaba acentuada en ciertas palabras relevantes dentro de una oración. Asimismo, hay una herencia de algo de léxico y la pronunciación de ll e y como [ʝ]. Hoy en día se agrega una pronunciación de ‹rr› como una fricativa retrofleja sorda [ʂ] débil o normal y una gran lista de modismos propios. Otra de las particularidades de la variante es la alternancia de los pasados en pretérito perfecto simple y pretérito compuesto, atribuida a la influencia por proximidad a provincias de rioplatense puro como Buenos Aires, Santa Fe y La Pampa. Igualmente se debe adicionar el influjo de los medios de comunicación masiva especialmente porteños.

#### Cuyo
El español cuyano es la variante del español que evolucionó en la región andina de Cuyo, y que se habla hoy en día en las provincias de Mendoza y San Juan además de San Luis; hay leves influencias en las zonas de Neuquén y La Pampa cercanas a Mendoza, y en La Rioja en menor medida. El Gran Mendoza es el principal exponente de este dialecto por el número de habitantes.
La antigua dependencia de la Capitanía General de Chile y actual vecindad geográfica con la República de Chile son evidenciadas por la entonación, la pronunciación y un limitado número de chilenismos, en cuyo caudal —y debido a la cercanía con la Patagonia— también se incorporaron voces mapuches.
Se da la intersección entre el rioplatense y vestigios del español chileno. Hay zonas de Cuyo que denotan mayor cercanía a Chile, como Malargüe y Calingasta, y otras, las ciudades de mayor población, son más influidas desde el Río de la Plata, sea en la entonación o en algunas pronunciaciones. Esta influencia se remonta al lunfardo porteño, que cabalgando en el flujo cultural rioplatense, asentó en la sociedad una impronta más segura desde las clases altas (por los estudiantes y el tango), y que luego se perpetúa y expande hasta hoy con los medios de comunicación masiva. Son manifestaciones que integran los capítulos de una dialectología regional, pero de ninguna manera la gramática.
Su grado de uniformidad es muy variable, presentándose un giro propio de cada provincia. Mendoza y San Juan son las provincias más puras del dialecto. La primera siente más la cercanía e influencia de la variante chilena pero tiene mayor influencia rioplatense en el área urbana, y la segunda es de las más conservadoras. En San Luis hay una gran influencia de Córdoba y puede considerarse parte del dialecto cordobés o central. La influencia cuyana en La Pampa, La Rioja y Neuquén se presenta en mixtura con los dialectos propios de cada provincia (rioplatense patagónico en La Pampa y Neuquén, norteño/andino en La Rioja).

### En las islas Malvinas
Los malvinenses nacidos en América del Sur continental (en su mayoría antiguos gauchos oriundos de la región pampeana de Argentina y de la Banda Oriental —hoy Uruguay— que se quedaron en las zonas rurales de las islas luego de la invasión británica de 1833) contribuyeron a dar forma a la identidad de los habitantes de las islas entre 1830 y 1850, y su legado se puede ver en la genealogía, la cultura y el habla de los isleños, que ha estado influenciada por la variedad rioplatense del castellano.
Existen muchos vocablos tomados del castellano rioplatense que son utilizados para denominar tipos de caballos y los colores de su pelaje, y otras palabras relacionadas con la vida en el campo (como, por ejemplo, comidas y adjetivos). Además, los aperos del caballo no son solamente designados en castellano sino que también pronunciados por los isleños de la misma forma que en el acento rioplatense.
Las áreas rurales también suelen ser denominadas ‘the Camp’, en referencia a la palabra en castellano "campo". El extinto zorro malvinense (Dusicyon australis) en inglés también es referido como ‘warrah’, proveniente del nombre dado por los gauchos rioplatenses (guará) al verlo semejante al aguará guazú. En el idioma guaraní guará o aguará significa cánido silvestre. En la actualidad también existe toponimia de origen gauchesco en las islas, que en algunos casos ha sido traducida al inglés.